# 루모이 진흥국

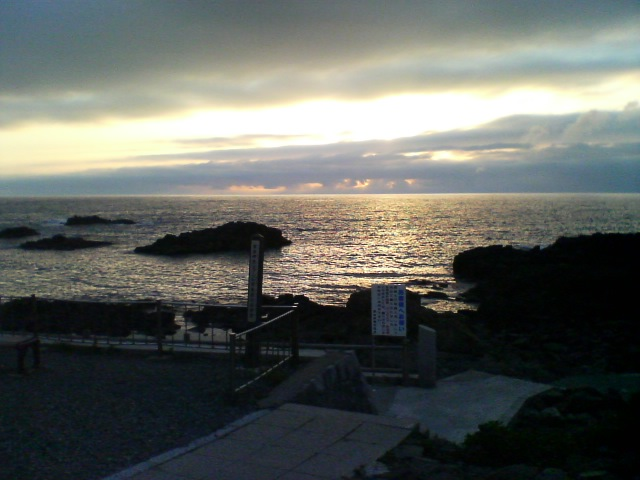

루모이 진흥국(일본어: 留萌振興局 루모이신코쿄쿠[*])은 2010년 4월 1일에 홋카이도의 루모이 지청 대신 설치된 진흥국이다. 진흥국 소재지는 루모이시이다. 광역 업무의 경우는 가미카와 종합진흥국에서 이 곳까지 관할한다.

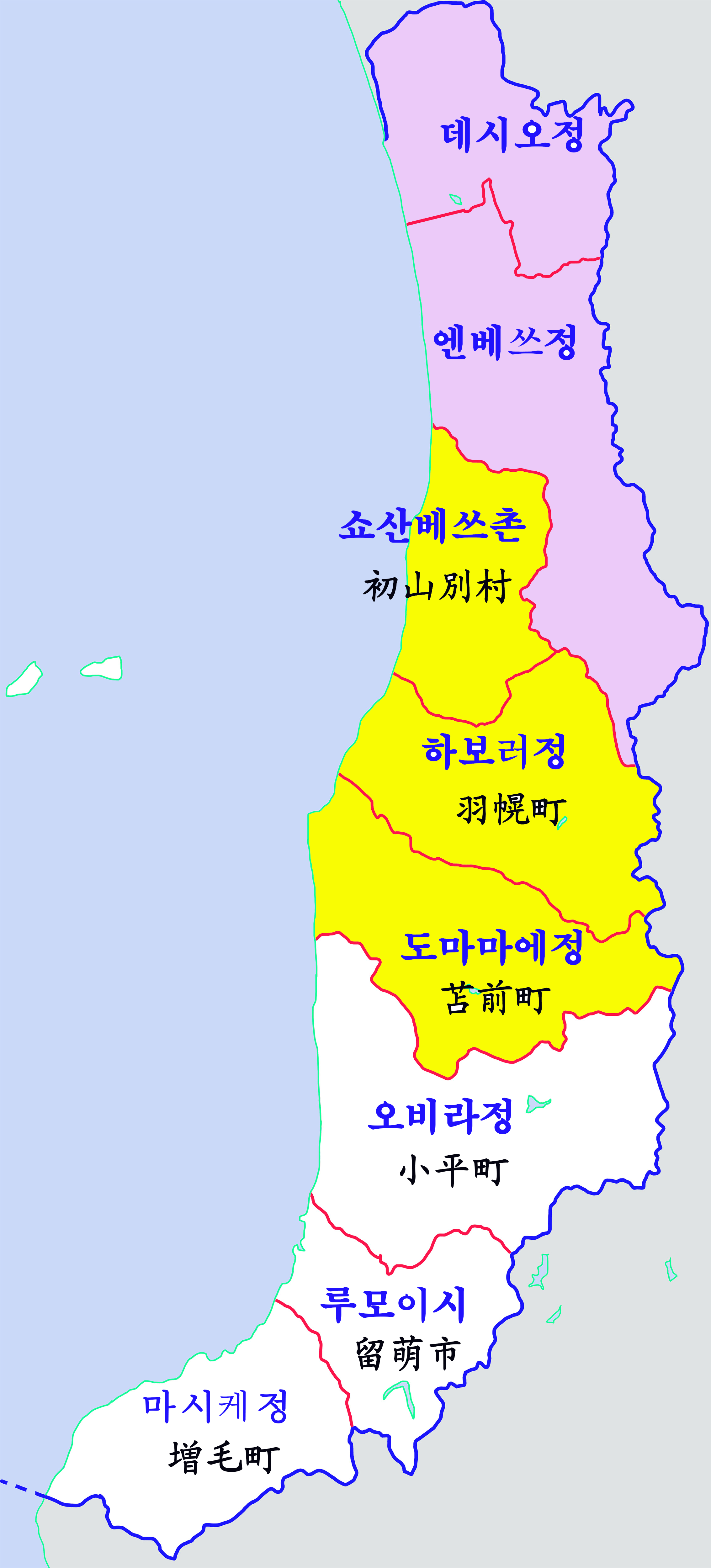

## 행정구역
- 루모이시(留萌市)
- 마시케군
  - 마시케정(増毛町)
- 루모이군
  - 오비라정(小平町)
- 도마마에군
  - 도마마에정(苫前町) - 하보로정(羽幌町) - 쇼산베쓰촌(初山別村)
- 데시오군
  - 엔베쓰정(遠別町) - 데시오정(天塩町)

## 같이 보기
- 산케베츠 불곰 사건